# I'm Going to Tell You a Secret (албум)
 (срп. Рећи ћу вам тајну) представља први live албум поп певачице Мадоне, након више од 20 година каријере. Изашао је 20. јуна 2006. године у издању Warner Bros. Records. Снимљен је током њене веома успешне турнеје из 2004., Re-Invention Tour, и представља двоструко DVD/CD издање. DVD садржи документарац који је режирао Јонас Акерланд, док CD садржи неке од најбољих песама са наступа. Продат је у око милион примерака.

## Историја албума
Албум поред најбољих извођења песама са албума American Life и њених ранијих хитова садржи и обраду класика Џона Ленона, Imagine, као и оригиналну рок демо верзију песме I Love New York која је снимљена током турнеје, а касније се у мало више денс варијанти појавила на албуму Confessions on a Dance Floor. 
Издање је било доступно као CD+DVD (дупло CD издање), DVD+CD (DVD паковање) и као дигитални даунлоуд.
DVD документарац је био номинован за Греми награду 2007. године као "Најбољи дугометражни музички видео“.

## Списак песама
| #   | Име | Трајање |
| --- | --- | ------- |
| 1.  |     | 5:04    |
| 2.  |     | 5:31    |
| 3.  |     | 4:04    |
| 4.  |     | 5:21    |
| 5.  |     | 3:59    |
| 6.  |     | 4:03    |
| 7.  |     | 2:27    |
| 8.  |     | 5:22    |
| 9.  |     | 5:21    |
| 10. |     | 3:51    |
| 11. |     | 7:19    |
| 12. |     | 4:54    |
| 13. |     | 5:44    |
| 14. |     | 2:52    |

## Продаја
| Држава     | Највиша позиција на листи | Сертификација | Продаја  |
| ---------- | ------------------------- | ------------- | -------- |
| Аустрија   | 12                        |               |          |
| Аустралија | 12                        |               | 15 000+  |
| Аргентина  | 6                         |               |          |
| Белгија    | 12                        |               |          |
| Валонија   | 23                        |               |          |
| Фландрија  | 12                        |               |          |
| Хонгконг   | 1                         |               |          |
| Француска  | 8                         | Златни        | 80 000+  |
| Немачка    | 8                         | Златни        | 100 000+ |
| Бразил     | 1                         |               | 70 000+  |
| УК         | 18                        | Златни        | 100 000+ |
| САД        | 33                        |               | 100 000+ |
| Италија    | 1                         |               |          |
| Мексико    | 1                         |               |          |
| Тајван     | 1                         |               |          |
| Грчка      | 2                         |               |          |
| Канада     | 4                         |               |          |
| Португал   | 5                         |               |          |
| Швајцарска | 7                         |               |          |
| Мађарска   | 9                         |               |          |
| Холандија  | 18                        |               |          |
| Естонија   | 23                        |               |          |
| Ирска      | 40                        |               |          |
| СВЕТ []    | 8                         |               |          |